# Raymond Danel
Raymond Danel(né le 26 février 1923 à Houplines et mort le 8 février 1987   à Blagnac) est un ingénieur aéronautique et un historien français connu pour son œuvre de référence sur Émile Dewoitine et ses avions.

## Biographie
Ingénieur aéronautique de profession, Raymond Danel travaille entre 1946 et 1984 dans les bureaux d'études de la SNCASE, des Établissements Fouga & Cie, de la SEMCA et de l'Aérospatiale.
Raymond Danel est détenteur des archives d'Émile Dewoitine dont il était devenu proche. Il les confie aux Archives départementales de Haute Garonne ainsi qu'à l'Aérothèque peu avant sa mort.

## Publications

### Livres
- L'Aviation de chasse française 1918-1940, avec Jean Cuny, Larivière, coll. « Docavia » (n°2), 1974
- Le Dewoitine D.520, avec Jean Cuny, Larivière, coll. « Docavia » (n°4), 1975
- L'Aviation française de bombardement et de renseignement (1918-1940), avec Jean Cuny, Larivière, coll. « Docavia » (n°12), 1980
- Les Avions Dewoitine, avec Jean Cuny, Larivière, coll. « Docavia » (n°17), 1982
- Émile Dewoitine, Larivière, coll. « Docavia » (n°18), 1982
- Leo 45, Amiot 350 et autres B4, avec Jean Cuny, Larivière, coll. « Docavia » (n°23), 1986
- Les lignes Latécoere 1918/1927, Éditions Privat, Toulouse 1986
- L'Aéropostale 1927/1933, Éditions Privat, Toulouse, 1989

### Périodiques
- Raymond Danel et André Bérenger, Le Génie créateur d’Émile Dewoitine, article dans « Pionniers, revue aéronautique », en deux parties : no 56, 15 avril 1978 ; et no 57, 15 juillet 1978.

## Récompenses et distinctions
- 1975 : Diplôme d'histoire de la commission Histoire, Arts et Lettres de l'Aéro-Club de France[2]
- 1990 : Raymond Danel est associé au Prix d'histoire de l'aéronautique de l'Aéro-Club de France décerné à Jean Cuny pour l'ensemble de son œuvre[3].